# Bedford Vehicles
Bedford – dawne brytyjskie przedsiębiorstwo motoryzacyjne, będące częścią Vauxhall Motors, należącego do koncernu General Motors, założone w 1930 roku. Firma produkowała głównie samochody ciężarowe.

## Historia
Bedford zadebiutował w 1931 roku w grupie brytyjskiego producenta samochodów Vauxhall, części koncernu General Motors. Milionowy samochód marki Bedford został wyprodukowany w 1958 roku, a dwumilionowy dziesięć lat później. W latach osiemdziesiątych i dziewięćdziesiątych XX w. pod marką Bedforda produkowano lekkie japońskie wozy terenowe 4x4 i pick-up Isuzu, sprzedawane głównie na Wyspach Brytyjskich.

## Produkty
Lista modeli produkowanych przez przedsiębiorstwo Bedford oraz jego następcę – IBC Vehicles Luton.

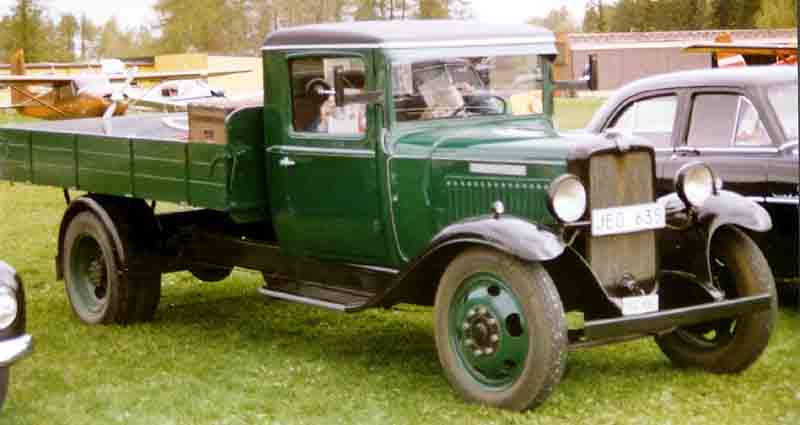
2,5-tonowa ciężarówka Bedford Six WLG, 1932

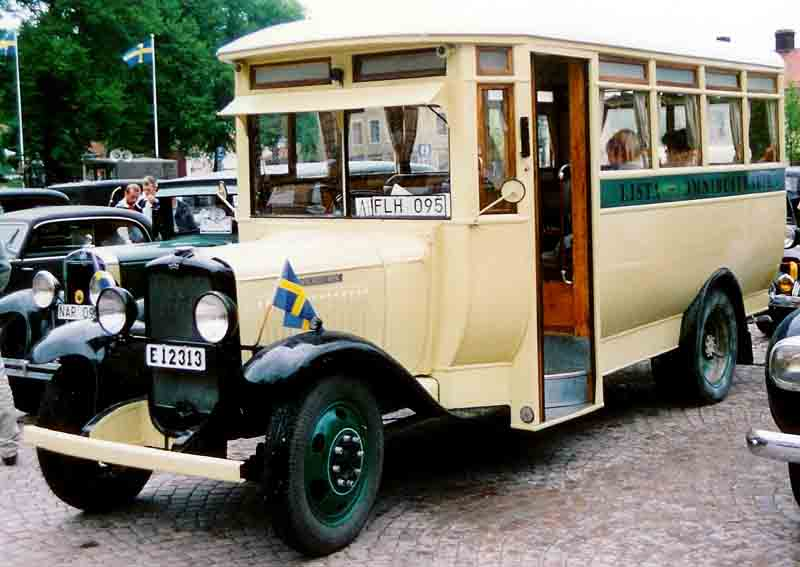
Autobus Bedford WLG, 1932

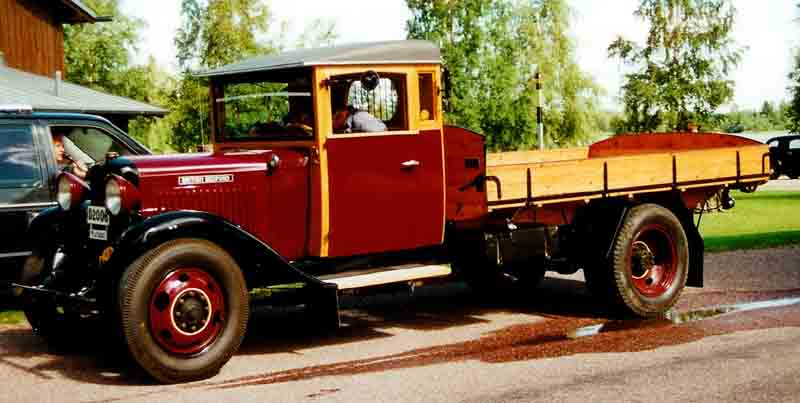
Ciężarówka Bedford WLB, 1933

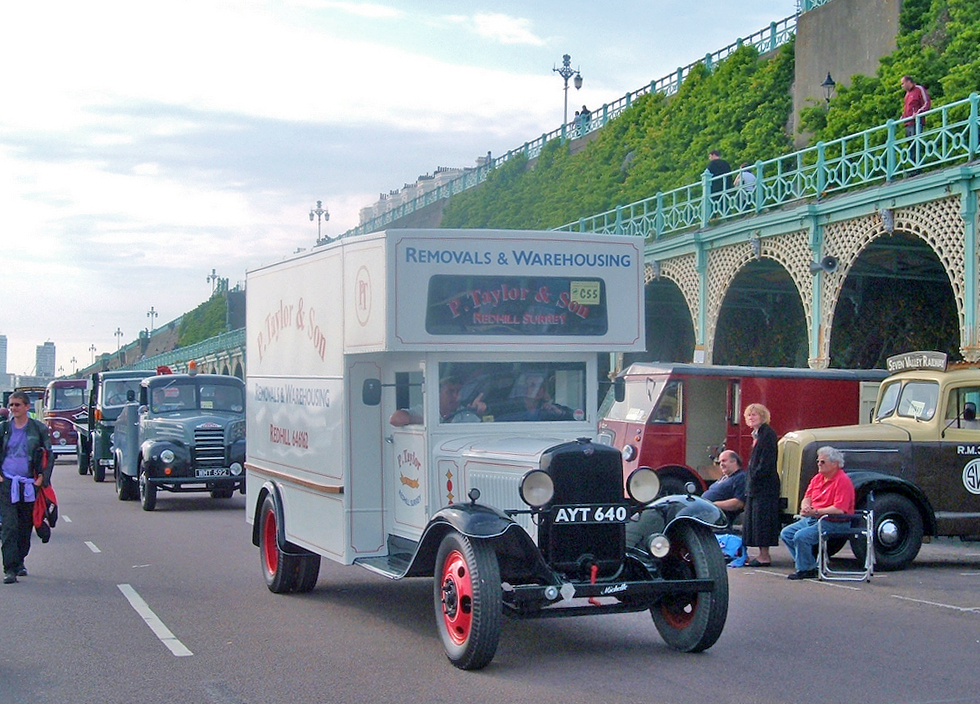
2-tonowy Bedford z nadwoziem skrzyniowym, 1933

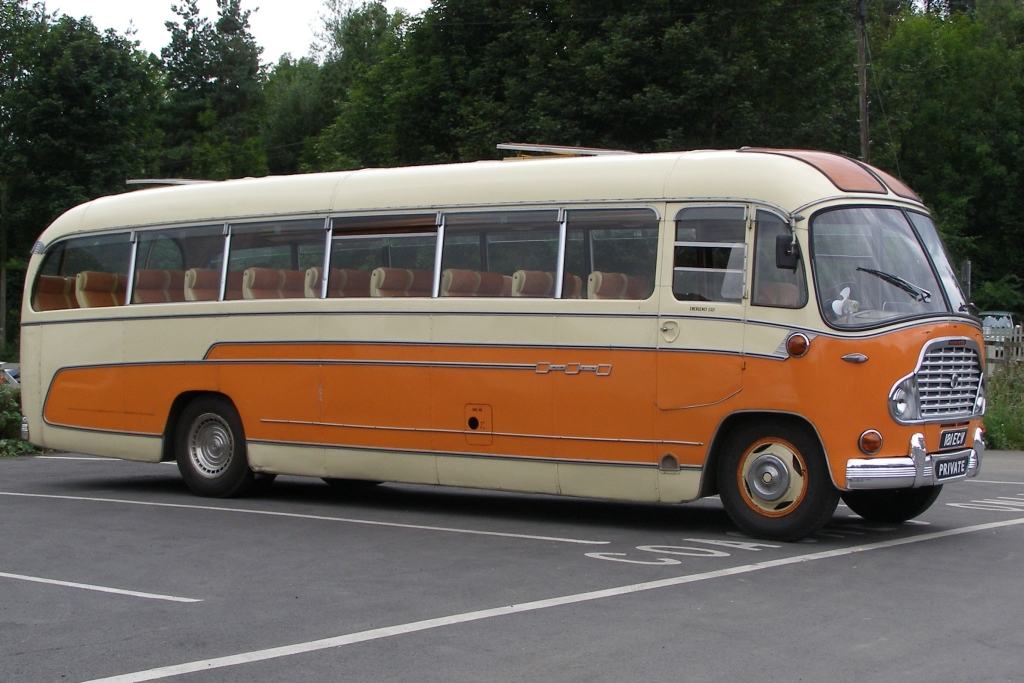
Bedford SB, 1959

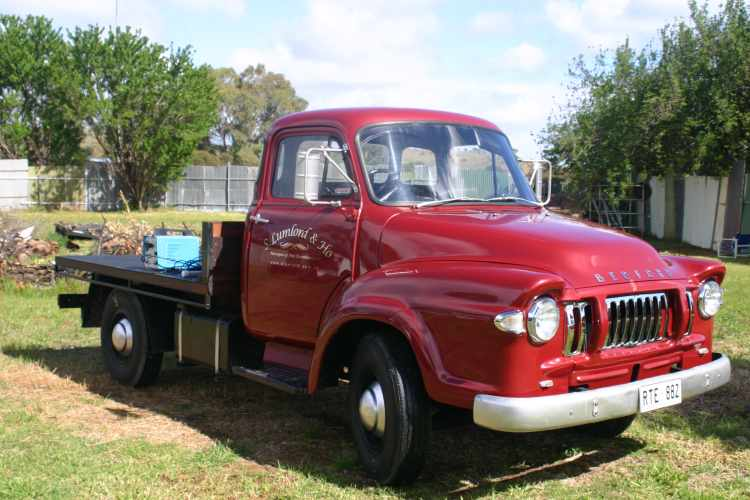
Bedford TJ, 1967

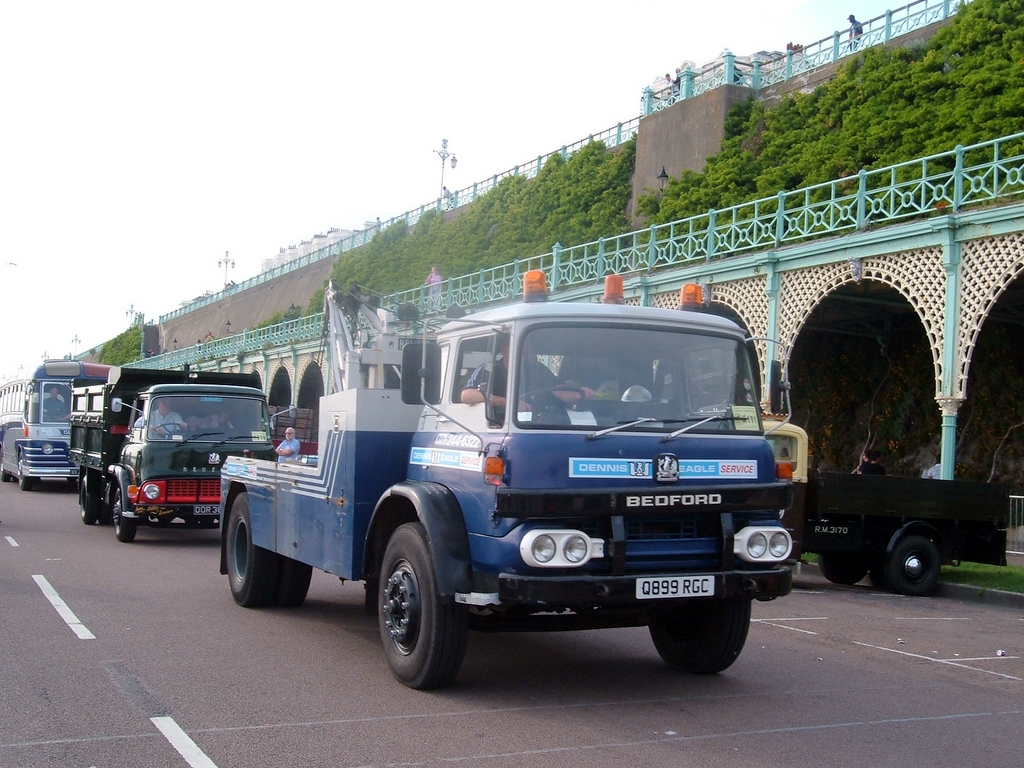
Samochód pomocy drogowej Bedford KM, 1974

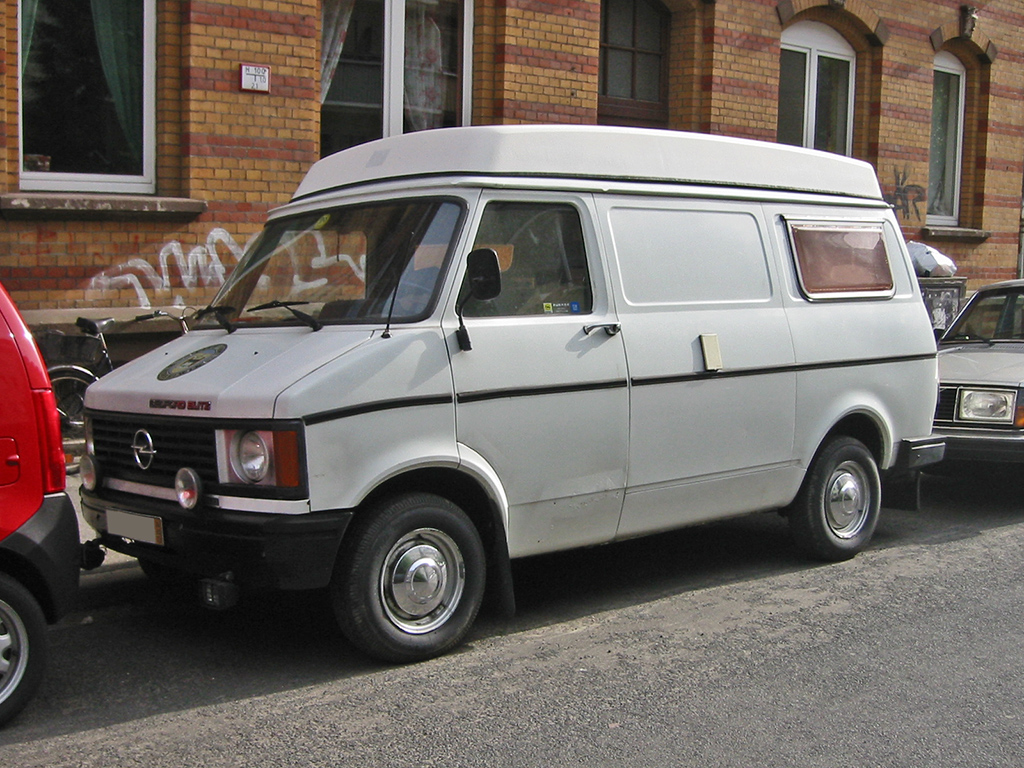
Bedford Blitz

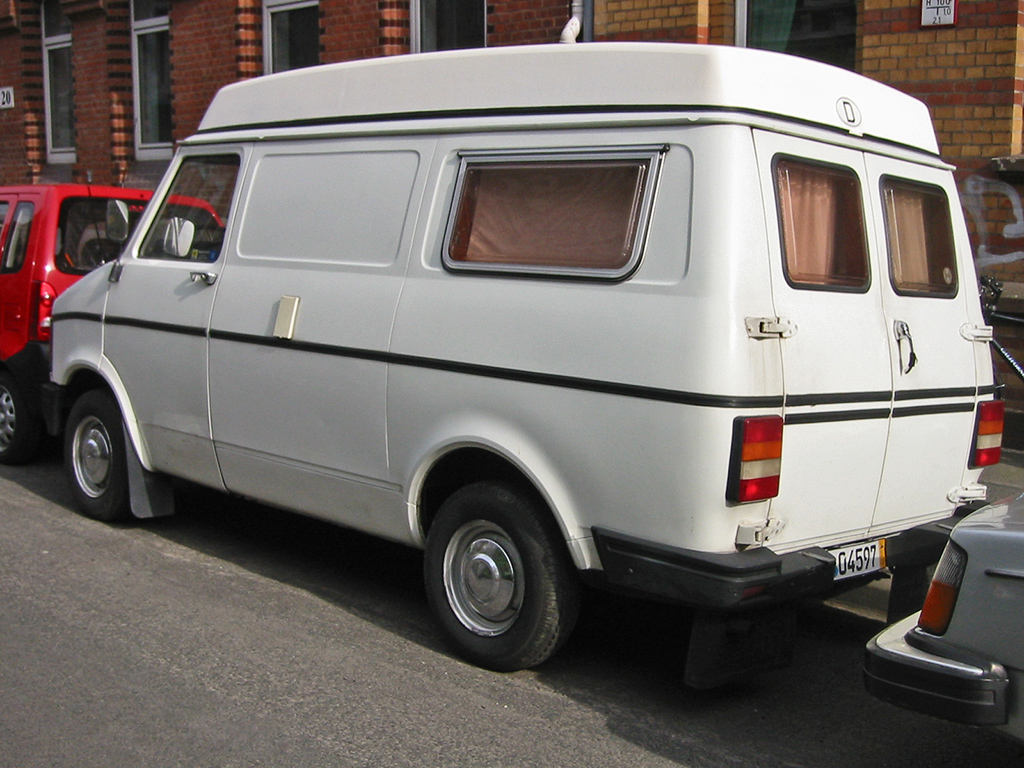
Bedford Blitz

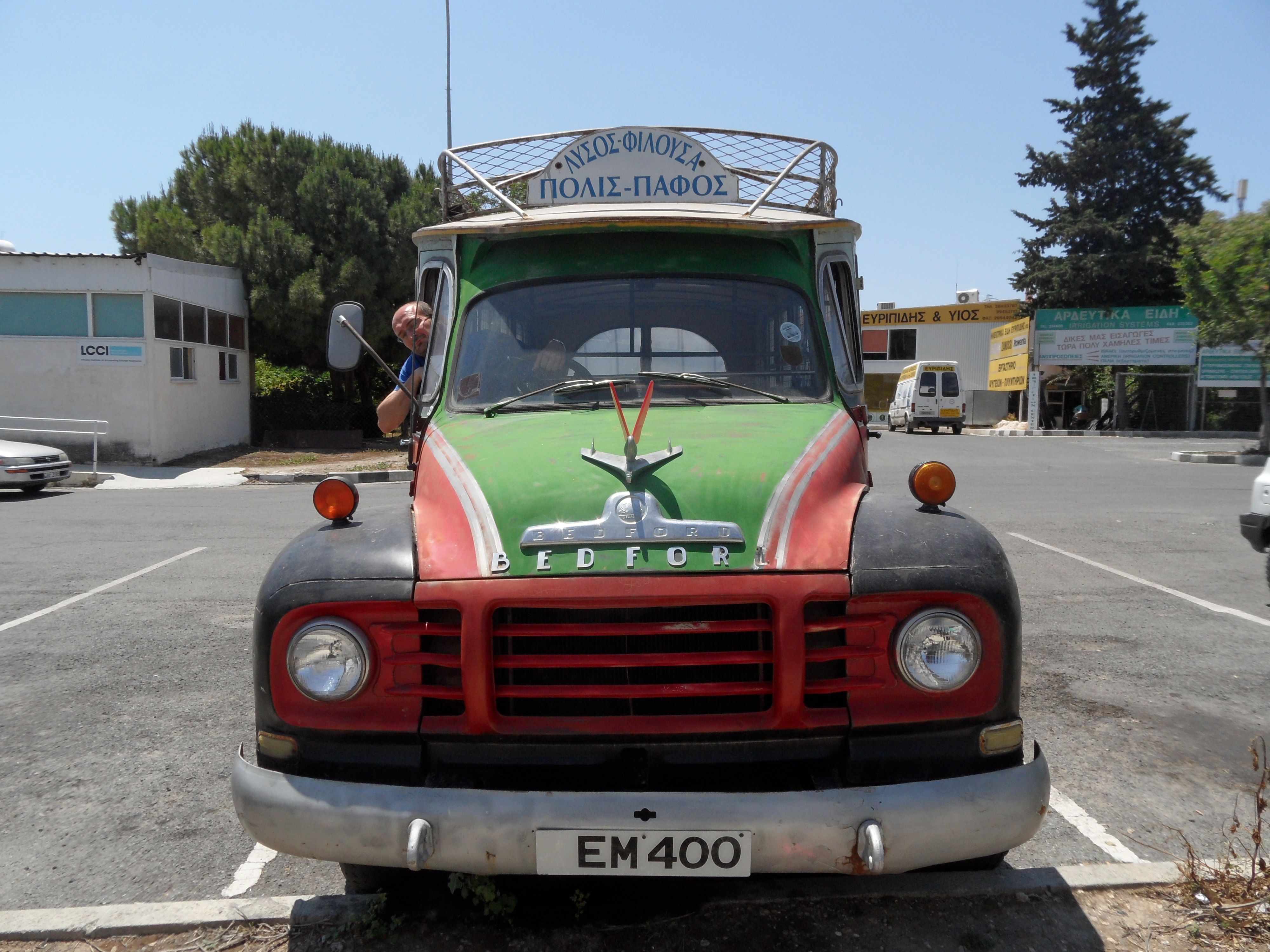
Zabytkowy autobus Bedford na Cyprze

### Bedford
- Bedford Chevanne (bazuje na Vauxhall Chevette)
- Bedford HA (bazuje na Vauxhall Viva)
- Bedford Beagle
- Bedford Astramax (bazuje na Vauxhall Astra)
- Bedford Midi (bazuje na Isuzu Midi)
- Bedford Rascal (bazuje na Isuzu Midi)
- Bedford Brava
- Bedford CA
- Bedford CF
  - Bedford Blitz
- Bedford MW
- Bedford serii W
- Bedford serii K
- Bedford serii M
- Bedford serii O
  - Bedford OY
- Bedford serii A
- Bedford serii D
- Bedford serii S
- Bedford QL
- Bedford ML
- Bedford OB
- Bedford JJL
- Bedford SB
- Bedford VAS
- Bedford RL
- Bedford TJ
- Bedford TL
- Bedford TK
- Bedford MJ
- Bedford MK
- Bedford KM
- Bedford VAL
- Bedford VAM
- Bedford serii Y
  - Bedford YMP/S
  - Bedford YRQ
  - Bedford YLQ
  - Bedford YMQ
  - Bedford YMP
  - Bedford YRT
  - Bedford YMT
  - Bedford YNT
  - Bedford YNV Venturer
- Bedford TM
- Bedford TM 4x4

### Vauxhall
Modele sprzedawane pod marką Vauxhall, Opel oraz innymi.
- Vauxhall Arena
- Vauxhall Midi
- Vauxhall Astramax
- Vauxhall Brava
- Vauxhall Rascal
- Vauxhall Frontera
- Vauxhall Vivaro